# Nestor Rombeaut
Nestor Rombeaut, né le 28 novembre 1911 à Aulnoye et mort le 10 février 2005 à Saint-Nazaire, est un syndicaliste et homme politique français.

## Biographie
Originaire du nord de la France, Nestor Rombeaut vient s'installer dans la région nazairienne en 1929. Ouvrier sidérurgiste, il travaille dans différentes entreprises du secteur avant d'entrer comme soudeur aux Chantiers de Penhoët en 1934.
Militant de la JOC (Jeunesse Ouvrière Chrétienne) depuis 1929 puis adhérent du syndicat de la métallurgie CFTC (Confédération Française des Travailleurs Chrétiens), il en devient secrétaire-adjoint.
Après la guerre, il devient secrétaire général permanent de l'Union Locale CFTC de Saint-Nazaire et en reconstitue l'organisation avec des équipes qui s'étaient maintenues sous l'occupation allemande, et de nombreux jeunes issus de la JOC. En 1951, il est élu président de l'UD-CFTC de Loire-Inférieure et président de la Fédération de la métallurgie. Cette période est marquée par de nombreux conflits sociaux aux Chantiers de l'Atlantique (entreprise née de la fusion en 1955 des Chantiers de Penhoët et des Ateliers et Chantiers de la Loire).
En 1958, il abandonne tous ses mandats syndicaux et se présente aux élections législatives de novembre avec le soutien du Mouvement républicain populaire (MRP). Il est élu au second tour à l'issue d'une quadrangulaire avec 36% des suffrages, contre 28% au maire de Vigneux-de-Bretagne Guillaume de la Villemarqué, 25% au socialiste Jean Guitton (député sortant) et 11% au communiste Georges Girard. Il est vice-président du groupe parlementaire MRP et vice-président de la commission des affaires sociales, culturelles et familiales.
Aux élections législatives de 1962 consécutives à la dissolution de l'Assemblée nationale, il est battu par le maire socialiste de Saint-Nazaire François Blancho, et reprend son travail aux Chantiers de l'Atlantique, puis à Babcock Atlantique comme responsable du service sécurité. Il quitte la vie professionnelle le 31 décembre 1972. Retraité, il s'occupe du service juridique de l'Union locale CFDT et est administrateur de la Caisse chirurgicale mutuelle familiale de Loire-Atlantique.